# علی سید
علی سعید، روستایی از توابع بخش تنکمان شهرستان نظرآباد در استان البرز ایران است.

## جمعیت
این روستا در دهستان تنکمان جنوبی قرار دارد و براساس سرشماری مرکز آمار ایران در سال ۱۳90، جمعیت آن 308 نفر (78خانوار) بوده‌است.